# Leadtek
Leadtek Research, Inc. (chinesisch 麗臺科技, Pinyin Lìtái kējì – „Schönes-Taiwan-Technologie“) ist ein taiwanischer Computerhersteller, der sich auf die Entwicklung und die Herstellung von Grafikkarten spezialisiert hat. Leadtek ist Teil des Foxconn-Konzerns. 2008 hat das Unternehmen weltweit 333 Mitarbeiter beschäftigt, 2007 waren es noch 475.
Die Produktpalette umfasst 3D-Karten der Mainstream- und Workstationklasse (basierend auf Nvidia-Geforce-Chips, im Handel unter dem Namen WinFast), Mainboards, Multimediakarten sowie GPS-, Videotelephonie- und Überwachungstechnik.